# Рикальдоне
Рикальдоне (итал. Ricaldone) — коммуна в Италии, располагается в регионе Пьемонт, в провинции Алессандрия.
Население составляет 687 человек (2008 г.), плотность населения составляет 63 чел./км². Занимает площадь 11 км². Почтовый индекс — 15010. Телефонный код — 0144.
Покровителями коммуны почитаются святые апостолы Симон Кананит и Фаддей, празднование 5 августа.

## Демография
Динамика населения:

## Администрация коммуны
- Официальный сайт: